# منى عبد الله
منى عبد الله (1948 - 1995) هي ممثلة مصرية.

## حياتها ونشأتها
ولدت بالقاهرة سنة 1956، تزوجت من رجل فلسطيني يدعي سمير، قام بالنصب عليها والحصول على أمواله دون حق، لم يتبقى غير شقته بالهرم التي سكنت فيها مع أمها وأختها غير الشقيقة، لم تنجب أطفالا في حياتها، وتوفت سنة 1995 بالهرم، نتيجة نزيف في المخ.

## مسيرتها
ظهرت منى في فترة السبعينيات وأشتهرت بالأدوار الثانوية وشاركت في أكثر من خمسون فيلم مع كبار النجوم أبرزها: الجحيم والمشبوه والبنات عايزة أيه و24 ساعة حب ودعوة خاصة جدا وبريق عينيك وحبيبي دائما وإعتداء وتمضي الأيام والمعتوه وإعدام طالب ثانوي والأخوة الأعداء ورجل فقد عقله والفقراء أولادي وحكمت المحكمة والقضية رقم 1 وأمهات في المنفي وليلة شتاء دافئة وقيدت ضد مجهول.

## أعمالها
- اثنين على الطريق 1984 - فيلم

أرزاق يا دنيا 1982 - مسلسل
اعتداء 1982 - فيلم
القضية رقم 1 1982 - فيلم
الكلمة الأخيرة 1982 - فيلم راقصة الفرقة
المعتوه 1982 - فيلم نعيمة الشغاله
بريق عينيك 1982 - فيلم
حسن بيه الغلبان 1982 - فيلم فتاة السياره
دعوة خاصة جداً 1982 - فيلم السكرتيرة
عاشت مرتين 1982 - مسلسل
مخيمر دايما جاهز 1982 - فيلم
المشبوه 1981 - فيلم الممرضة
أمهات في المنفى 1981 - فيلم
أنا في عينيه 1981 - فيلم عشيقة عادل السابقة
انتخبوا الدكتور سليمان عبد الباسط 1981 - فيلم
حكمت المحكمة 1981 - فيلم
سباق الثعالب 1981 - مسلسل
ليلة شتاء دافئة 1981 - فيلم
وقيدت ضد مجهول 1981 - فيلم
أذكياء لكن أغبياء 1980 - فيلم سكرتيرة حمدي
إعدام طالب ثانوي 1980 - فيلم نعيمة شابة
الإخوة الغرباء 1980 - فيلم هالة
البنات عايزة إيه 1980 - فيلم
الجحيم 1980 - فيلم سكرتيرة كاظم
الشريدة 1980 - فيلم فى بيت سوسن
الفقراء أولادي 1980 - فيلم
حبيبي دائمًا 1980 - فيلم ثناء
دموع بلا خطايا
1980 - فيلم
فى الزار
رجل فقد عقله
1980 - فيلم
شفاه لا تعرف الكذب
1980 - فيلم
صديقة عمر
عمل إيه الحب في بابا ؟
1980 - فيلم
كوثر - السكرتيرة
موت أميرة
1980 - فيلم
وتمضي الأيام
1980 - فيلم
الملاعين
1979 - فيلم
ضيفة بحفل الزفاف
دعوني أنتقم
1979 - فيلم
وتمضي الأحزان
1979 - فيلم
الأصابع الرهيبة
1978 - مسلسل
البنت اللي قالت لا
1978 - فيلم
الرغبة والثمن
1978 - فيلم
القضية المشهورة
1978 - فيلم
المليونيرة النشالة
1978 - فيلم
رجب فوق صفيح ساخن
1978 - فيلم
إحدى رواد الكباريه
رحلة داخل امرأة
1978 - فيلم
شباب يرقص فوق النار
1978 - فيلم
عيب يا لولو .. يا لولو عيب
1978 - فيلم
ظريفة
وثالثهم الشيطان
1978 - فيلم
وداعاً للعذاب
1978 - فيلم
الممرضة
وراء الشمس
1978 - فيلم
الأزواج الشياطين
1977 - فيلم
جنس ناعم
1977 - فيلم
شيء من العذاب
1977 - مسلسل
عندما يسقط الجسد
1977 - فيلم
الكل يحب / شروال وميني جوب
1976 - فيلم
جواز على الهوا
1976 - فيلم
عالم عيال عيال
1976 - فيلم
قمر الزمان
1976 - فيلم
جرسونه
ليتني ما عرفت الحب
1976 - فيلم
الممرضة
نبتدي منين الحكاية
1976 - فيلم
وجها لوجه
1976 - فيلم
الشاطئ المهجور
1975 - مسلسل
الضحايا
1975 - فيلم
الكداب
1975 - فيلم
النداهة
1975 - فيلم
بنت الليل
بديعة مصابني
1975 - فيلم
بنت اسمها محمود
1975 - فيلم
شهيرة
1975 - فيلم
على من نطلق الرصاص
1975 - فيلم
٢٤ ساعة حب
1974 - فيلم
البنات لازم تتجوز
1973 - فيلم
إمبراطورية ميم
1972 - فيلم
الشغالة
مقعد بجوار الشيطان
1970 - فيلم
حياة حائرة